# 214 v.Chr.
Het jaar 214 v.Chr. is een jaartal volgens de christelijke jaartelling.

## Gebeurtenissen

### Griekenland
- Philippus V van Macedonië bereikt wederom met de Macedonische vloot (120 galeien) de Adriatische Zee, in de Golf van Vlorë veroveren de Macedoniërs de Illyrische havenstad Oricum en belegeren Apollonia.
- Marcus Valerius Laevinus landt met een Romeins leger in Illyrië en ontzet Apollonia. Philippus V saboteert de vloot en trekt zich over het Pindosgebergte terug naar Macedonië.

### Italië
- In Rome worden Quintus Fabius Maximus Cunctator en Marcus Claudius Marcellus I benoemd tot consul van het Imperium Romanum.
- Hanno de Grote probeert bij Benevento een Carthaags leger met Hannibal Barkas te verenigen, maar de Romeinen onder Tiberius Sempronius Gracchus verslaan de Carthagers in Zuid-Italië.
- Derde Slag om Nola: Hannibal slaagt in een derde en laatste poging er niet in om Nola te veroveren. Hij moet de belegeringen bij de steden Cumae en Puteoli afbreken vanwege felle Romeinse weerstand.
- Na het overlijden van Hiëro II van Syracuse, kiezen de Syracusanen de zijde van Carthago en verbreken de alliantie met Rome. De Senaat stuurt een Romeins expeditieleger onder Marcus Claudius Marcellus en belegert de vestingstad. De Griekse geleerde Archimedes vervaardigt tijdens het beleg van Syracuse verschillende oorlogsmachines.

### China
- Keizer Qin Shi Huangdi stuurt een Chinees leger naar Vietnam en sticht de provincies Nam Hai en Que Lam.

## Overleden
- Hiëro II (~306 v.Chr. - ~214 v.Chr.), tiran en koning van Syracuse (92)